# ノーヴァ・ポネンテ
ノーヴァ・ポネンテ（伊: Nova Ponente ; 独: Deutschnofen ドイチュノーフェン）は、イタリア共和国トレンティーノ＝アルト・アディジェ州ボルツァーノ自治県にある、人口約4,000人の基礎自治体（コムーネ）。

## 地理

### 位置・広がり

#### 隣接コムーネ
隣接するコムーネは以下の通り。括弧内のTNはトレント自治県所属を示す。
- アルディーノ
- ボルツァーノ
- ブロンツォーロ
- コルネード・アッリザルコ
- ライヴェス
- ノーヴァ・レヴァンテ
- プレダッツォ (TN)
- テーゼロ (TN)
- ヴィッレ・ディ・フィエンメ (ヴァレーナ) (TN)

## 行政

### 分離集落
ノーヴァ・ポネンテには、以下の分離集落（フラツィオーネ）がある。
- Ega/Eggen, San Floriano/Obereggen, Monte San Pietro/Petersberg

## 住民

### 言語
| 言語集団調査（2011年） | 言語集団調査（2011年） | 言語集団調査（2011年） | 言語集団調査（2011年） | 言語集団調査（2011年） |
| ---------------------- | ---------------------- | ---------------------- | ---------------------- | ---------------------- |
|                        |                        |                        |                        |                        |
| ドイツ語               | ドイツ語               |                        | 97.42%                 | 97.42%                 |
| イタリア語             | イタリア語             |                        | 2.33%                  | 2.33%                  |
| ラディン語             | ラディン語             |                        | 0.25%                  | 0.25%                  |

2011年に行われた、住民がドイツ語・イタリア語・ラディン語のいずれの「言語集団」に属するかの調査によれば（ボルツァーノ自治県#言語集団調査参照）、住民の約97%がドイツ語話者である。